# 任旭
任旭（3世纪—327年），字次龙，晋朝临海郡章安县（今浙江省临海市东南）人。东吴南海郡太守任访之子。
任旭勤奋好学，强正有操行。开始为为郡将蒋秀功曹，蒋秀贪赃违法，任旭多次苦谏不听，于是辞官归乡里，闭门讲学。蒋秀被收入狱，尽力营救。察孝廉，担任郎中，固辞不就。晋惠帝永康初年，求清节之士，太守仇馥推荐，任旭以朝廷多事，于是推辞。陈敏造反，任旭与贺循守死不屈。晋元帝、晋明帝时，朝廷多次征辟为官，拒不出仕。咸和二年（327年）去世。

## 延伸阅读
[在维基数据编辑]
 《晉書·卷094》，出自房玄齡《晉書》